# Friesenjung
Friesenjung (u prijevodu Frizijski dječak) je pjesma iz 2023. godine njemačkog komičara i glazbenika Otta Waalkesa, parodija na Stingovu pjesmu  Englishman in New York, u kojoj se ističe frizijski način života (odnosi se na Istočnu Friziju, pokrajinu iz koje Waalkes dolazi).
Njemački reper Ski Aggu i nizozemski glazbenik Joost Klein koristili su se uzorkom te pjesme u svojoj vlastitoj pjesmi „Friesenjung”, koja je kao singl objavljena 25. svibnja 2023. Naknadno je dosegla prvo mjesto u Njemačkoj i Austriji.